# زیردریاپیما

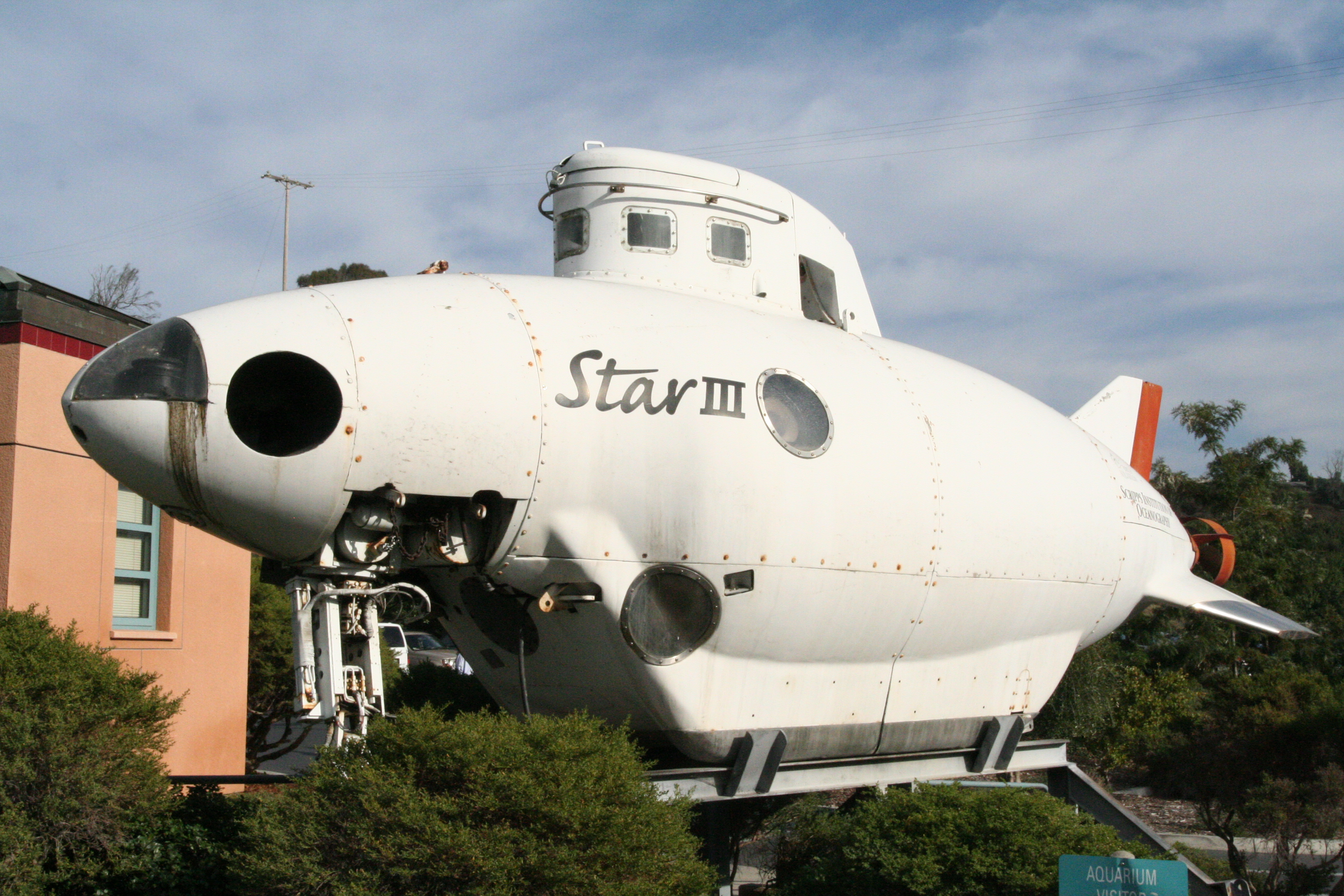
نمونه‌ای از یک زیردریاپیما به نام ستاره ۳

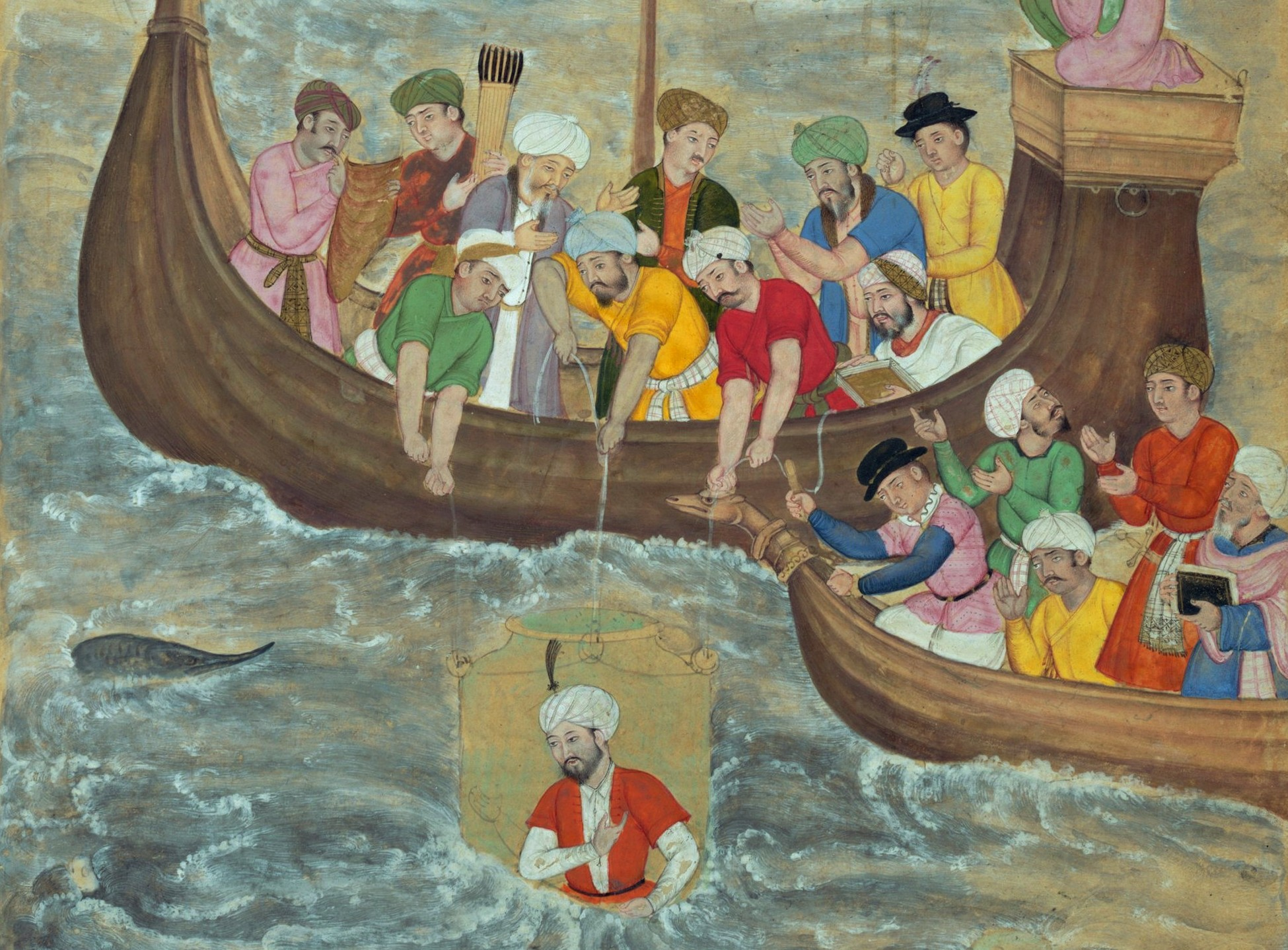
نگاره‌ای از نخستی‌ترین نوع زیردریاپیما از جنس شیشه که توسط اقوام ایرانی ابداع گشته است.

زیردریاپیما (به انگلیسی: Submersible) وسیله نقلیه کوچکی است که به منظور حرکت در زیر آب طراحی و ساخته می‌شود. واژه زیردریاپیما به‌طور معمول برای اشارهٔ ویژه به هرگونه وسیله نقلیه زیر آبی به غیر از زیردریایی دارد. به‌طور معمول زیردریایی‌ها دارای دستگاه و سیستم مستقل و خودکاری هستند که اعمالی چون تأمین انرژی محرکه برای زیردریایی و فراهم‌سازی هوای مورد نیاز برای کارکنان و خدمه زیردریایی را به عهده دارد، در حالی که زیردریاپیماها معمولاً دارای  سیستم و دستگاهی غیر مستقل و وابسته به دیگر منابعی چون کشتی‌ها، زیردریایی‌ها و غیره هستند که به عنوان مثال انرژی حرکتی  زیردریاپیما یا هوای مورد نیاز خدمهٔ آن را تأمین می‌نمایند. زیردریاپیماها شامل ۲ نوع سرنشین‌دار و بدون سرنشین (یا وسیله نقلیه بی سرنشین) هستند. انواع مختلف زیردریاپیماها دارای استفاده‌های گوناگونی در مناطق گوناگون می‌باشند منجمله اقیانوس‌نگاری، باستان‌شناسی زیر آب، کاوش اقیانوس، فیلم‌برداری زیر آب، گردشگری و غیره.

## فن آوری‌ها
زیردریاپیماها به‌طور کلی شامل ۳ نوع اصلی می‌باشند که در ساخت هر نوع از فن آوری ویژه‌ای استفاده می‌شود.
- نوع نخست شامل بدنه و اتاقک ویژه و مقاوم در برابر فشار است که برخی از انواع آن دارای قابلیت تحمل فشاری چندین برابر فشار سطح دریا هستند و به‌طور معمول درون این نوع از زیردریاپیماها هوای قابل تنفس و برخی فن آوری‌های الکترونیکی و هدایتی وجود دارد.
- نوع دوم شامل اتاقکی هستند که درون آن هوای قابل تنفس و برخی فن آوری‌های الکترونیکی و هدایتی وجود دارد، اما فشار درون اتاقک با فشار بیرون آن تا حد زیادی برابر است، بنابراین این نوع از زیردریاپیماها قابلیت سفر به ژرفای زیادی مانند نوع اول را دارا نمی‌باشند.
- نوع سوم از زیردریاپیما دارای محفظه‌ای است که آب درون آن جریان دارد و هوای قابل تنفس درون آن وجود ندارد و همچنین معمولاً  دارای هیچگونه فن آوری‌های الکترونیکی و هدایتی نمی‌باشند و تمامی نیازهای سرنشینان آن توسط کشتی یا زیردریایی در نزدیکی زیردریاپیما تأمین می‌گردد. از این نوع  زیردریاپیماها اغلب به هنگام  فیلم‌برداری زیر آب یا گردشگری زیر آب و به منظور محافظت اشخاص درون محفظه استفاده می‌شود.